# Mandili (Fizouli)
Mandili est un village de la région de Fizouli en Azerbaïdjan.

## Histoire
En 1993-2020, Mandili était sous le contrôle des forces armées arméniennes. En 2020, la région de Fizouli, y compris le village de Mandili a été rétrocédée à l'Azerbaïdjan.

## Géographie
Le village de Mandili de la région de Fizouli est situé dans la circonscription administrative du village de Pirahmedli.

## Économie
La principale occupation de la population est l'élevage et l'agriculture.